# Horst-Ulrich Hänel
Horst-Ulrich Hänel, född den 6 mars 1957 i Plau am See, Västtyskland, är en västtysk landhockeyspelare.
Han tog OS-silver i herrarnas landhockeyturnering i samband med de olympiska landhockeytävlingarna 1984 i Los Angeles.
Därefter tog Hänel OS-silver igen i herrarnas landhockeyturnering i samband med de olympiska landhockeytävlingarna 1988 i Seoul.